# Elzéar Abeille de Perrin
Elzéar Abeille de Perrin, född den 3 januari 1843 i Marseille, död den 9 oktober 1910 i Marseille var en fransk entomolog.
Abeille de Perrin var advokat i Marseille och ägnade all sin lediga tid åt entomologi. Han var medlem i Société entomologique de France i 20 år och intresserade sig speciellt för arter i Pyrenéernas grottor. Hans mest kända publikationer är Monographie des malachites (1869), Études sur les coléoptères cavernicoles, suivies de la description de 27 coléoptères nouveaux français (1872), Notes sur les leptodirites (1878) och Synopsis critique et synonymique des chrysides de France (1878). Hans samlingar av palearker, skalbaggar, steklar, tvåvingar och hopprätvingar finns bevarade på Muséum national d'histoire naturelle i Paris.
Hans auktorsnamn är Abeille de Perrin, Ab.